# 守山市立図書館
守山市立図書館（もりやましりつとしょかん）は、滋賀県守山市が設置・運営している公共図書館である。1978年に県内で4番目の公立図書館として開館した。

## 概要
- 守山市在住者および在学・在勤者、広域利用協定により草津市・栗東市・野洲市在住者が利用できる。
- 資料は1人15点、3週間の貸出が可能である。なお、新聞は館内閲覧のみ。

## 施設構造
敷地面積は約7675㎡で、建築面積は約3028㎡である。延床面積は4168㎡となっている。
地上2階建ての鉄骨造で、大きく3つのエリアに分かれる。ギャラリーとカフェを備えた玄関スペースの「木もれび広場」、多目的室・活動室・スタジオの貸館を行う「つながる森」、そして図書館部分となる「本の森」であり、設計を隈研吾建築都市設計事務所が、建築を前田建設工業・桑原組特定建設工事共同企業体が担当した。なお、駐車場は125台の容量を持つ。

## 営業案内

### 開館日
- 火曜から金曜・日曜：午前10時から午後7時
- 土曜：午前10時から午後8時
- 祝日：それぞれの曜日に準ずる

### 休館日
- 月曜（祝日は開館）、祝日の翌日（その日が土曜・日曜の場合は開館して直後の平日を休館、月曜の場合は開館して直後の平日を休館）、
- 年末年始（12月29日から1月4日）、資料整理日（原則第1金曜日）、特別整理期間

## 歴史
- 1977年（昭和52年）
  - 6月30日 - 「図書館運営を市民に問う会」を設立[3]。
  - 8月17日 - 守山市議会において図書館の建設が議決される[3]。
- 1978年（昭和53年）
  - 4月1日 - 開館し、同日に図書館の設置および管理に関する条例[3][4]と管理および運営に関する規則を施行[3]。
  - 8月1日 - 館報「醴（あま）が池」第1号を発行[3]。
- 1979年（昭和54年）3月30日 - 年報「草蛍」第1号を発行[3]。
- 1983年（昭和58年）7月 - 「ほたるぶくろ」第1号を発行[3]。
- 1984年（昭和59年）2月 - 「蛍籠」第1号を発行（平成3年度まで）[3]。
- 1987年（昭和62年）
  - 7月10日 - 図書館施設整備懇談会の第1回会議が開かれる[3]。
  - 10月7日 - 図書館施設整備懇談会増改築意見書を教育長へ提出[3]。
- 1988年（昭和63年）11月24日 - 増改築工事着工のため、中央公民館別館大ホールで貸出業務[3]（1989年3月18日まで）。
- 1989年（平成元年）5月26日 - 増改築を経て、新館が開館する[3]。
- 1990年（平成2年）8月 - 郵送による図書館資料の貸し出しを開始[3]。
- 2002年（平成14年） - 湖南地域の3市2町（草津・守山・栗東の各市と野州・中主の各町）の広域利用を開始[3]。
- 2003年（平成15年） - 貸出冊数を「15冊まで」（※改定前は「10冊まで」）に変更し、第3日曜を開館日とする[3]。
- 2008年（平成20年）4月23日 - 平成20年度子ども読書活動優秀実践図書館文部科学大臣表彰を受ける[3]。
- 2011年（平成23年）4月 - インターネットおよび電話による貸出延長申請（申告日より3週間）制度を開始[3]。
- 2012年（平成24年）10月 - 電話での図書予約申込みを開始[3]。
- 2015年（平成27年）3月 - 「守山市立図書館整備基本計画書」を策定し、翌月に「図書館整備準備室」を設置[3]。
- 2018年（平成30年）11月1日 - 改築を経て開館[5]。
- 2023年（平成30年）11月13日 - 北部図書館を開館[6]。

## 立地
琵琶湖大橋よりレインボーロード（県道11号守山栗東線）を南進し「播磨田町南」の交差点を右折、くすのき通りを西進し「守山高校北」交差点の20m手前で左折した場所に立地しており、周辺には滋賀県立総合病院や守山市大型児童センターなどの公的機関がある。
交通アクセス
- JR東海道本線（琵琶湖線）守山駅から近江鉄道バスまたは江若交通で図書館前停留所下車、まめバス（大宝循環線）で守山市立図書館停留所下車。
- 同駅から徒歩で20分（滋賀県道156号守山停車場線経由）。

## 守山市立北部図書館
2023年3月の条例改正により、条例上の名称を「守山市立北部図書館」と決定した。守山市立速野会館との複合施設として2023年11月に開館。

### 所在地
- 滋賀県守山市水保町2236番地

### 開館時間
- 午前10時から午後6時

### 休館日
- 木曜
- 年末年始（12月29日から1月3日）、資料整理日（原則第1金曜日）、特別整理期間